# سحب (غلاية)
السَحب في الغلاية هو الفرق بين الضغط الجوي وضغط الفرن أو ضغط مسار غازات العوادم، ويُمكن تعريف السَحب أيضًا بأنه الفرق بين الضغط في حجرة الاحتراق والذي ينتج عنه حرجة لغازات عوادم الاحتراق وسريان الهواء.

## أنواع السَحب
السَحب يكون نتيجة لارتفاع غازات الاحتراق في المدخنة، وعلى سبيل المثال فإنه بالنسبة إلي الشفاط يمكن تقسيمه إلي أربع تصنيفات:طبيعي-مُستحث-متزن-مدفوع.
- السحب الطبيعي: عندما يكون سريان الهواء أو سريان غازات العوادم نتيجة للفرق بين كثافة الغازات الساخنة وكثافة الغازات الباردة المحيطة، والفرق في الكثافة يُنتج فرق في الضغط والذي يُسبب انتقال الغازات الساخنة داخل الوسط البارد.[2]
- السَحب المدفوع: عندما يكون الهواء أو غازات العادم ضغطها أعلي من الضغط الجوي، فيتم سَحبها بواسطة مروحة سَحب.[2]
- السَحب المُستَحث: عندما يكون ضغط الهواء أو غازات العوادم يتناقص تدريجيًا عن الضغط الجوي، في هذه الحالة فإه النظام يعمل تحت سَحب مُستَحث، والمدخنة تقوم بتوفير السحب الطبيعي الكافي لتعويض النقص القليل في السَحب. ويجب علي المدخنة أن تعمل بتوافق مع مراوح السَحب لتلبية ضغوط تشغيلية أعلي.[2]
- السَحب المُتزن: عندما يكون الضغط الساكن يُساوي الضغط الجوي فإن النظام يعمل تحت سَحب مُتزن ويكون السَحب في هذا النظام يساوي صفرًا.[2]

## أهميته
لضمان انتقال حرارة مناسب وملائم من غازات عوادم أنابيب الغلاية فإن السَحب يكون له دور مهم نسبيًا في هذا الشأن، ومعدل احتراق غازات العوادم ومقدار انتقال الحرارة يعتمد كلاهما علي حركة غازات العوادم، و عندما تكون الغلاية بغُرفة احتراق ذات سريان هواء كبير نتيجة للسَحب فإن ذلك يُزيد من مُعدل الاحتراق، وكلما زاد سريان الهواء فيزيد انتقال الحرارة من الغازات إلي الغلاية مما يعمل علي زيادة عملية إنتاج البخار المُستخدم لتوليد الطاقة.

## أُنظر أيضًا
- برج تبريد
- مدخنة غازات
- تأثير المدخنة